# Betty Robinson
Elizabeth Robinson, coneguda com a Betty Robinson, (Riverdale, Estats Units 1911 - Denver 1999) fou una atleta estatunidenca, guanyadora de tres medalles olímpiques.

## Biografia
Va néixer el 23 d'agost de 1911 a la ciutat de Riverdale, població situada a l'estat d'Illinois. Va morir el 18 de maig de 1999 a la ciutat de Denver, població situada a l'estat de Colorado, a conseqüència de la malaltia d'Alzheimer.

## Carrera esportiva
Va participar, als 16 anys, en els Jocs Olímpics d'Estiu de 1928 realitzats a Amsterdam (Països Baixos), en la primera edició en la qual les dones pogueren participar en proves atlètiques, aconseguint guanyar la medalla d'or en la prova dels 100 metres llisos i la medalla de plata en la prova de relleus 4x100 metres, sent superades únicament per l'equip canadenc. Continua sent l'atleta més jove a guanyar l'or olímpic dels 100 metres.
Absent dels Jocs Olímpics d'estiu de 1932 realitzats a Los Angeles (Estats Units) per culpa d'un accident d'aviació, va participar en els Jocs Olímpics d'Estiu de 1936 realitzats a Berlín (Alemanya nazi), on va aconseguir guanyar la medalla d'or en els relleus 4x100 metres.
El 2 de juny de 1928 realitzà el rècord del món en els 100 metres llisos amb un temps de 12.0 segons, un rècord que fou superat el 5 de juny de 1932 per la neerlandesa Tollien Schuurman (11.9 segons).

## Millors marques
- 100 metres. 12.0" (1928)
- 200 metres. 25.5" (1931)[3]